# يشعور يزوني
يشعور يزوني (الاسم العلمي: Polytrichum yezoense) هو نوع من النباتات يتبع جنس اليشعور من الفصيلة اليشعورية.